# Визволення тварин (книга)
«Визволення тварин. Нова етика нашого поводження з тваринами» (англ. Animal Liberation: A New Ethics for Our Treatment of Animals) — книга австралійського філософа Пітера Сінгера, опублікована в 1975 році. Вважається біблією руху за визволення тварин. Сінгер відкидає використання теоретичної основи прав, коли справа доходить до людини і тварин: слідом за Джеремі Бентамом, він стверджує, що інтереси тварин слід брати до уваги через їхню здатність відчувати страждання, і що ідея прав необов'язкова для взяття їх до уваги. Етичні ідеї Сінгера підпадають під визначення біоцентризму. Він популяризував у книзі термін «видова дискримінація», винайдений Річардом Райдером для опису експлуататорського поводження з тваринами.

## Ідеї
Центральною ідеєю книги є розширення утилітарної ідеї про те, що «найбільше благо» — єдина міра хорошої або етичної поведінки. Сінгер стверджує, що немає жодних підстав не застосовувати цей принцип до інших тварин. Хоча Сінгер заперечує права як моральну концепцію, незалежну від його утилітаризму, заснованого на інтересах, він приймає права, які випливають з утилітарних принципів, зокрема принципу мінімізації страждань. Сінгер допускає, що права тварин не ідентичні правам людини: «Очевидно, що між людьми та іншими тваринами є важливі відмінності, і ці відмінності повинні привести до деяких відмінностей у правах».
Сінгер виступає проти видової дискримінації — дискримінації за ознакою приналежності істоти до певного виду. Він вважає інтереси всіх істот, здатних до страждання, гідними рівного прийняття до уваги, а меншу увагу до істот в залежності від їхньої видової приналежності — не більш обґрунтованою, ніж дискримінацію за кольором шкіри. Він стверджує, що права тварин повинні бути засновані радше на їхній здатності відчувати біль, ніж на їхньому інтелекті. Він стверджує, що в той час як тварини показують нижчий інтелект, ніж середня людина, багато інтелектуально обмежених людей показують більш низькі розумові здібності, і що деякі тварини іноді демонструють ознаки інтелекту нарівні з дітьми (наприклад, примати здатні навчатися елементів жестової мови та інших символічних мов). Таким чином, інтелект не може бути причиною приділення тваринам меншої уваги, ніж розумово обмеженим людям. Сінгер робить висновок, що найбільш практичним рішенням є прийняття вегетаріанської або веганської дієти. Він також засуджує вівісекцію, за винятком випадків, коли користь (в плані поліпшення лікування і т. д.) переважує шкоду використовуваним тваринам.

## Критика
Річард Познер у ході дебатів у журналі Slate заявив про «радикалізм етичного бачення» Сінгера, «що є основою [його] погляду на тварин, етичного бачення, яке знаходить більше значення в здоровій свині, ніж в інтелектуально обмеженій дитині, яке віддає перевагу нанесенню меншого болю людині для запобігання більшого болю собаці, і яке, тільки за умови наявності у шимпанзе 1% розумової здатності нормальної людини, потребує пожертвування людиною для порятунку 101 шимпанзе».
Марта Нуссбаум стверджує, що підхід «з точки зору можливостей» забезпечує більш адекватну основу для справедливості, ніж утилітаризм. Утилітаризм, за твердженням Нуссбаум, ігнорує адаптивні переваги і відособленість різних осіб, не розпізнає цінні емоції, такі як горе, і робить розрахунок на основі «зважування сум», а не непорушного захисту власних прав.
У той же час Інгрід Ньюкірк вважає, що книга «назавжди змінила дискусію про наше поводження з тваринами» і «змусила людей — мене в тому числі — змінити, що ми їмо, що ми носимо і як ми сприймаємо тварин».

## Видання
Вперше книга була видана у Нью-Йорку в 1975 році, відтоді кілька разів перевидавалася. Кожне видання супроводжувалося передмовою і дещо відрізнялося від попередніх, оскільки автор і далі редагував свою працю.
В 2019 році книгу філософа Пітера Сінґера вперше видали українською мовою. «Визволення тварин» за ініціативи UAnimals вийшло у видавництві «Pabulum».

## Особисті мотиви
В есе під назвою «Визволення тварин. Особистий погляд» Сінгер описує причини, що привели його до прийняття поглядів, які він викладає у «Визволенні тварин». Він пише про те, як у жовтні 1969 прибув до Оксфорда, а в 1970 обідав з колегою-аспірантом Річардом Кешеном, який не їв м'ясо. Це зацікавило Сінгера, після чого він прочитав книгу Рут Гаррісон «Тварини-машини» та статтю Рослінд Годловіч, які переконали його стати вегетаріанцем і прийняти страждання тварин як серйозну філософську проблему.